# Gumnasellë
Gumnasellë, Gumnasella (serb. Гувно Село, Guvno Selo) – wieś w Kosowie, w regionie Prisztina, w gminie Lipjan. W 2011 roku liczyła 1224 mieszkańców (1223 Albańczyków i 1 osoba o nieznanej narodowości). 
W miejscowości urodził się Sherif Ahmeti.